# Кефалофор
Кефалофо́р (буквально с греческого: «главоносец») — изображение святого, держащего свою голову в руках. Подобная иконография указывает на то, что святой великомученик был умерщвлён путём усекновения головы. Термин впервые был использован в 1914 году Марселем Эбертом.
Считается, что эта традиция имеет корни в двух каноничных текстах — это одна из проповедей Иоанна Златоуста и жизнеописание Дионисия Ареопагита. Наиболее известный кефалофор — святой Дионисий, небесный покровитель Парижа. Согласно легенде, даже после усекновения головы он чудесным образом продолжал проповедовать. Всего известно не менее 134 описаний жития святых, умерщвлённых подобным образом и удостоившихся соответствующих изображений.

## В искусстве
- Дионисий Парижский (второй справа); Собор Парижской Богоматери
- Дионисий Парижский изображён с двумя нимбами на старом варианте герба города Крефельда.
- Кефалофор. Реймсский собор.
- Иллюстрация Гюстава Доре к сцене из «Ада» Данте.
- Викторик, Фусциан и Генциан. Западный вход Амьенского собора.
- Святая Валерия показывает свою голову епископу Лиможскому и исповеднику, святому Марциалу. Изображение в церкви Сен-Мишель-де-Лион, Лимож.
- Чудо святого Юстуса. Питер Пауль Рубенс.